# Donald McEachin

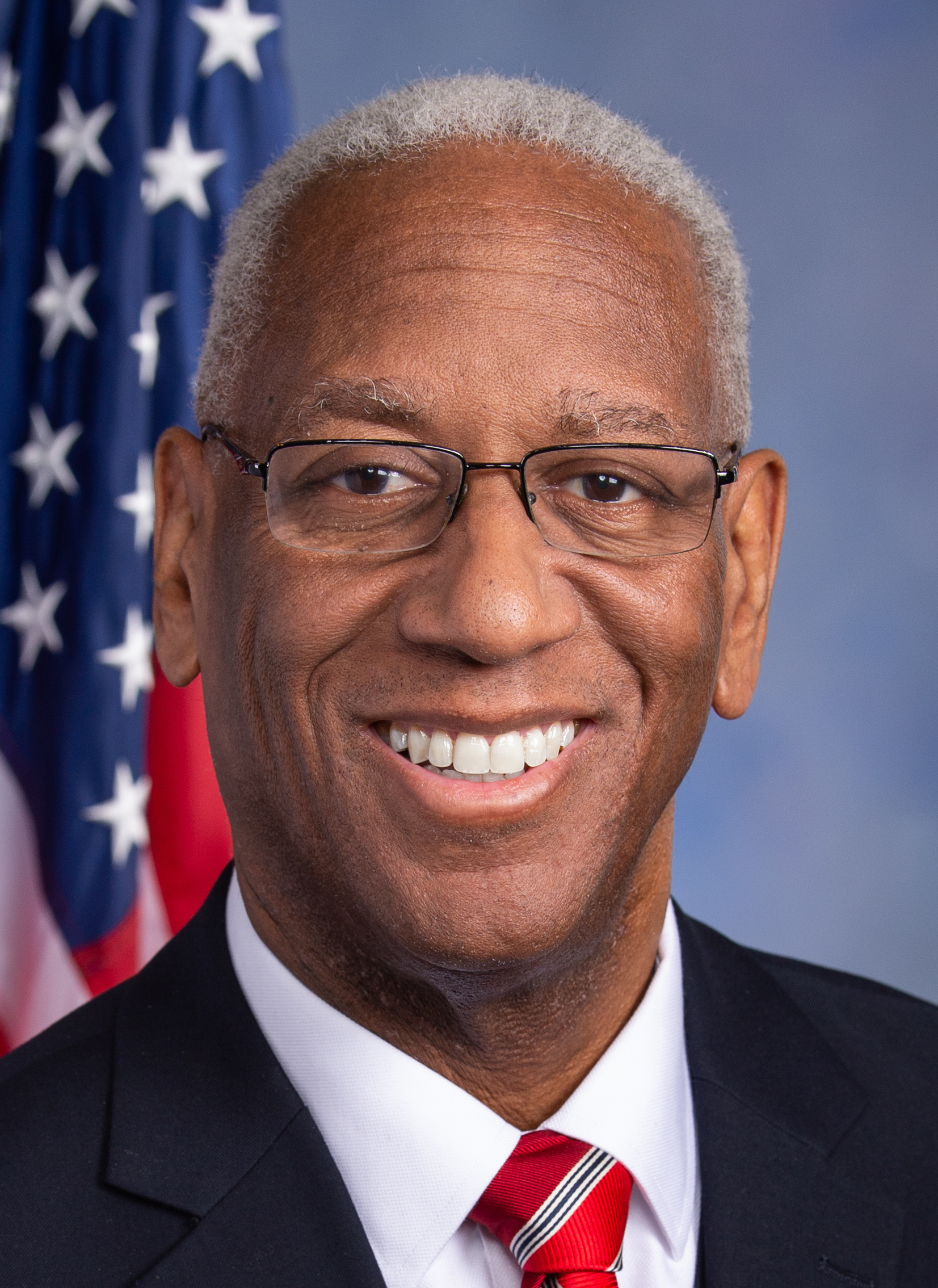
Donald McEachin (um 2018)

Aston Donald McEachin (* 10. Oktober 1961 in Nürnberg, Bundesrepublik Deutschland; † 28. November 2022) war ein US-amerikanischer Politiker der Demokratischen Partei. Von Januar 2017 bis zu seinem Tod vertrat er den vierten Distrikt des Bundesstaats Virginia im US-Repräsentantenhaus.

## Werdegang
Donald McEachin besuchte die St. Christopher’s School in Richmond. Bis 1982 studierte er an der American University politische Wissenschaften. Nach einem anschließenden Jurastudium an der University of Virginia und seiner 1986 erfolgten Zulassung als Rechtsanwalt begann er in diesem Beruf zu arbeiten. Im Jahr 2008 beendete er zudem an der Virginia Union University ein Theologiestudium mit dem Abschluss Master of Divinity. Beruflich blieb er aber weiterhin als Anwalt tätig. In seiner Heimat ist er Mitglied zahlreicher Organisationen und Vereinigungen.
Er war verheiratet und hatte drei inzwischen erwachsene Kinder. Er lebte im Henrico County.
McEachin starb im November 2022 im Alter von 61 Jahren an Darmkrebs.

## Politische Karriere
Politisch schloss er sich der Demokratischen Partei an. Im August 1996 nahm er als Delegierter an der Democratic National Convention in Chicago teil, auf der Präsident Bill Clinton zur Wiederwahl nominiert wurde. Zwischen 1996 und 2002 sowie nochmals von 2006 bis 2008 gehörte er dem Abgeordnetenhaus von Virginia an. Seit 2008 bis zu seinem Amtsantritt als Kongressabgeordneter saß er im Staatssenat. Im Jahr 2001 bewarb sich McEachin erfolglos um das Amt des Attorney General seines Staates.
Bei den Kongresswahlen des Jahres 2016 wurde McEachin mit 57,7 % im vierten Kongresswahlbezirk von Virginia gegen den republikanischen Kandidaten Mike Wade in das US-Repräsentantenhaus in Washington, D.C. gewählt, wo er am 3. Januar 2017 die Nachfolge des Republikaners Randy Forbes antrat. Im Jahr 2018 setzte er sich mit 62,6 Prozent gegen Ryan McAdams von der Republikanischen Partei sowie Pete Wells von der Libertarian Party durch. 2020 gelang ihm die Wiederwahl mit 61,6 Prozent der Stimmen gegen den Vertreter der Republikanischen Partei, Leon Benjamin Sr. Seine aktuelle, insgesamt dritte Legislaturperiode im Repräsentantenhaus des 117. Kongresses läuft noch bis zum 3. Januar 2023.
Die Primary (Vorwahl) seiner Partei für die Wahlen 2022 wurde mangels Gegenkandidaten abgesagt und er erneut zum Kandidaten bestimmt. Bei den Wahlen am 8. November 2022 konnte er sich mit 63,8 % erneut gegen Benjamin durchsetzen.  Er verstarb noch vor der Konstituierung des neuen Parlaments. Als seine Nachfolgerin wurde Jennifer McClellan  gewählt.

### Ausschüsse
McEachin war zuletzt Mitglied in folgenden Ausschüssen des Repräsentantenhauses:
- Committee on Energy and Commerce
  - Communications and Technology
  - Energy
  - Environment and Climate Change
- Committee on Natural Resources
  - Energy and Mineral Resources
- Select Committee on the Climate Crisis

Er war außerdem Mitglied im House Democratic Caucus, bei der New Democrat Coalition sowie 13 weiterer Caucuses.